# Quatre animaux
Les quatre animaux sont des créatures présentes dans la mythologie, l’astronomie, la littérature, les arts ainsi que les systèmes de représentations symboliques d’Asie de l’Est dans la sphère culturelle chinoise.
Ces créatures incarnent les quatre points cardinaux et sont chacune associée à une couleur, une saison, un élément des cinq phases, ainsi qu’à diverses valeurs spirituelles et cosmologiques. Leur origine remonte à l’astronomie chinoise ancienne, où elles représentent quatre grandes constellations divisant le ciel en quadrants. Composé du Dragon azur, du Tigre blanc, de l’Oiseau vermillon ainsi que de la Tortue noire, ce quatuor forme un système symbolique structuré qui s’est diffusé à travers de nombreuses traditions de pensée, telles que le feng shui, le taoïsme originaires de Chine, puis l’onmyōdō ou encore les rituels ésotériques du bouddhisme Shingon au Japon, tout en demeurant un motif récurrent dans l’art et l’iconographie religieuse. Aujourd’hui, les quatre animaux sont des éléments récurrents de la fantaisy asiatique.

## Dénominations

### Noms du quatuor
Le quatuor à reçu plusieurs types de dénominations, toutes équivalentes entre elles malgré les différences conceptuelles. L’appellation « quatre animaux » est une traduction du caractère chinois  獸 ; 獣 désignant une bête sauvage.
|            | Quatre animaux       | Quatre figures     | Quatre esprits                                           |
| ---------- | -------------------- | ------------------ | -------------------------------------------------------- |
| Chinois    | 四獸, sì shòu        | 四象, sì xiàng     | 四靈, sì líng                                            |
| Japonais   | 四獣 (Shijū)         | 四象 (Shishō)      | 四神 (Shijin)                                            |
| Coréen     | 사수, 四獸, Sasu     | 사상, 四象, Sasang | 사신, 四神, Sasin                                        |
| Vietnamien | Tứ Thánh Thú, 四聖獣 | Tứ tượng, 四象     | Thiên chi Tứ Linh, 天之四靈 Tứ Thần, 四神 Tứ Thánh, 四聖 |

### Noms des animaux
Les noms des animaux et les caractères qui composent leur noms sont directement héritée de leur apparence et de leur couleur principale associé, mais dans le Taoïsme, les quatre animaux ont reçu des identités et des noms humains. Le Dragon azur est nommé Meng Zhang (孟章), l'Oiseau vermillon est appelé Ling Guang (陵光), le Tigre blanc Jian Bing (監兵), et la Tortue noire Zhi Ming (執明).
|                  | Chinois        | Japonais      | Coréen                  | Vietnamien |
| ---------------- | -------------- | ------------- | ----------------------- | ---------- |
| Dragon azur      | 青龙, Qīnglóng | 青竜 (Seiryū) | 청룡, 青龍, Cheongryong | Thanh Long |
| Oiseau vermillon | 朱雀, Zhūquè   | 朱雀 (Suzaku) | 주작, 朱雀, Jujak       | Chu Tước   |
| Tigre blanc      | 白虎, Báihǔ    | 白虎 (Byakko) | 백호, 白虎, Baekho      | Bạch Hổ    |
| Tortue noire     | 玄武, Xuánwǔ   | 玄武 (Genbu)  | 현무, 玄武, Hyeonmu     | Huyền Vũ   |

Selon les langues, soit les animaux conservent leur nom associée à leur forme et à leur couleur, soit ils prennent la transcription de leur nom dans le taoïsme : en japonais Seiryū et Byakko conservent la dénomination associée à leur couleur, alors que Suzaku et Genbu ont leur noms dérivé de leur prénom dans le taoïsme.

## Présentation et symboliques
| Quatre animaux   | Direction | Saisons   | Moments de la journée | Couleur                                                             | Wuxing | Quatre symboles | Yao | Divinités associées                  |
| ---------------- | --------- | --------- | --------------------- | ------------------------------------------------------------------- | ------ | --------------- | --- | ------------------------------------ |
| Dragon azur      | Est       | Printemps | Aube                  | Bleu ou Vert (C’est-à-dire la couleur exprimée par le caractère 青) | Bois   | Jeune yang      | ⚍   | Goumang (句芒) / Chong (重)          |
| Oiseau vermillon | Sud       | Été       | Midi                  | Rouge (C’est-à-dire la couleur exprimée par le caractère 朱)        | Feu    | Vieux yang      | ⚎   | Zhurong (祝融) / Li (犁)             |
| Tigre blanc      | Ouest     | Automne   | Crépuscule            | Blanc (C’est-à-dire la couleur exprimée par le caractère 白)        | Métal  | Jeune yin       | ⚏   | Rushou (蓐收) / Gai (該)             |
| Tortue noire     | Nord      | Hiver     | Minuit                | Noir (C’est-à-dire la couleur exprimée par le caractère 玄)         | Eau    | Vieux yin       | ⚎   | Xuanming (玄冥) / Xiu & Xi (修 & 熙) |

Vers la fin des Royaumes combattants, les quatre animaux ont été intégrés dans le système des cinq éléments avec comme cinquième animal, cela peut être le dragon jaune ou bien le qilin désigné sous le nom de « Licorne jaune ».
| Cinquième animal      | Directions | Saisons                           | Moments de la journée | Couleur                                                      | Wuxing | Yao | Divinités associées           |
| --------------------- | ---------- | --------------------------------- | --------------------- | ------------------------------------------------------------ | ------ | --- | ----------------------------- |
| Dragon jaune ou Qilin | Centre     | période des moissons (土用, doyō) |                       | Jaune (c’est-à-dire la couleur exprimée par le caractère 黄) | Terre  |     | Houtu (后土) / Goulong (句龍) |

Les couleurs associées aux quatre animaux peuvent être considérées comme correspondantes à la couleur du sol des quatre régions situées aux différents points cardinaux par rapport à la Chine : les sols d’un gris bleuté gorgés d'eau à l'Est, les sols rougeâtres riches en fer au Sud, les sols de sable blanc des déserts de l'Ouest, les sols noirs riches en matière organique du Nord, et les sols jaunes du plateau central de loess.

## Histoire

### Origines

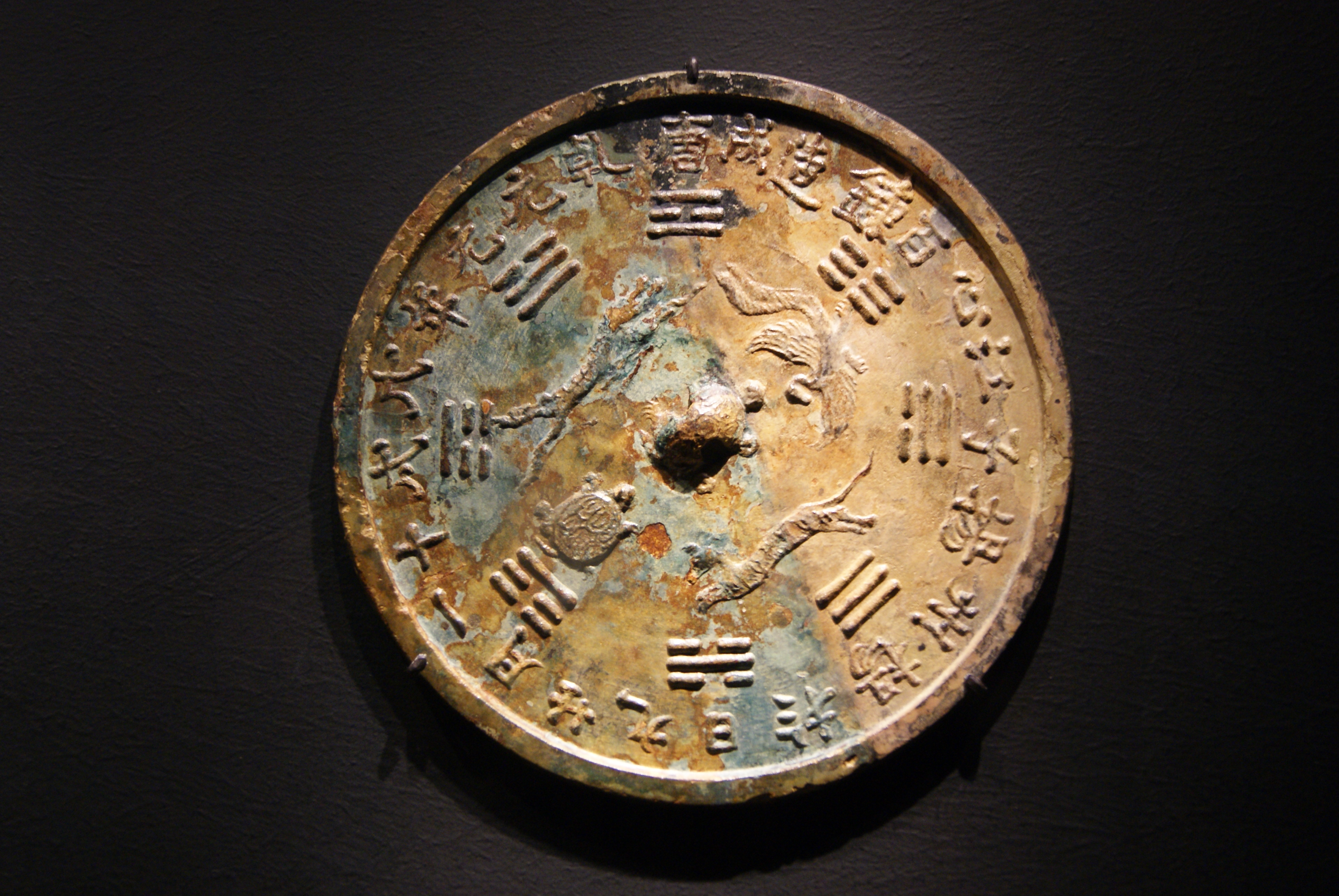
Miroir en bronze avec décoration cosmologique de l'épave de Belitung, y compris Ba gua et les quatre animaux.

La notion de divinités associées aux quatre directions semble remonter à l’Antiquité, tout comme l’association des couleurs et des directions. Cependant, leur identité semble avoir subi quelques variations avec le temps. Un passage du Liji cite le Qilin et le Fenghuang à la place du tigre et de l’oiseau. Le Livre des monts et des mers mentionne des divinités différentes, avec quelques ressemblances néanmoins : celui de l’Ouest a des « griffes de tigre », et le nom de la divinité de l’Est pourrait être un homonyme de « serpent », parent du dragon. L’origine des symboles actuels n’est pas encore éclaircie. Certains, comme la tortue noire, semblent être l’interprétation de la forme des astérismes du quartier zodiacal qu'ils représentent.
Des représentations de créatures mythologiques clairement ancestrales à l'ensemble moderne des quatre animaux ont été trouvées à travers la Chine. Actuellement, la plus ancienne représentation connue a été découverte en 1987 dans une tombe à Xishuipo à Puyang, Henan, qui a été datée d'environ 5300 av. J.-C. Dans la tombe, étiquetée M45, immédiatement adjacente aux restes du principal occupant à l'Est et à l'Ouest, ont été trouvées des mosaïques faites de coquillages et d'os formant des images ressemblant étroitement au Dragon Azur et au Tigre blanc.
La configuration standard moderne a été établie beaucoup plus tard, avec des variations apparaissant tout au long de l'histoire chinoise. Par exemple, le manuscrit Rong Cheng Shi récupéré en 1994, qui date de la période des Royaumes combattants (c. 453–221 av. J.-C.), donne cinq directions plutôt que quatre et place les animaux différemment. Selon ce document, Yu le Grand a donné des bannières directionnelles à son peuple, marquées des insignes suivants : le Nord avec un oiseau, le Sud avec un serpent, l'Est avec le soleil, l'Ouest avec la lune, et le centre avec un ours.
Le classique chinois Livre des Rites mentionne l'Oiseau Vermillon, la Tortue Noire (Guerrier Sombre), le Dragon Azur et le Tigre Blanc comme animaux héraldiques sur les drapeaux de guerre ; ils étaient les noms des loge lunaires associés aux quatre directions cardinales : Sud, Nord, Est et Ouest.
Le chapitre 繫辭上, Xì Cí shàng, « Le Grand Traité I » dans le Yi Jing (易經, « Classique des Changements ») décrit les origines des Quatre Symboles comme suit, :

| Texte original                                | Transcription                                                                 | Traduction en français |
| 易有太極， 是生兩儀， 兩儀生四象， 四象生八卦 | Yì yǒu tài jí, shì shēng liǎngyí, liǎngyí shēng sìxiàng, sìxiàng shēng bāguà, | Dans le changement, il y a le faîte suprême, celui-ci engendra le yin et le yang, de ces concepts, naquirent les quatre figures, de celle-ci le Ba gua fut créé. |

## Mentions

### En astronomie
Dans l'astronomie chinoise, la sphère céleste est divisée en quatre grandes sections le long de la ceinture de l'équateur céleste : Est, Nord, Ouest et Sud, chacune associée à l'un des quatre animaux où ils représentent un quartier du zodiaque. Le dragon azur est associé à l’Est, l’oiseau vermillon au Sud, le tigre blanc à l’Ouest et la tortue noire au Nord. Cela vient du fait que les 28 loges lunaires sont regroupées en sept maisons astrales, et que les constellations qui les composent sont conceptualisées sous la forme de quatre animaux : Par exemple, la loge lunaire de la Corne est associée au dragon pour représenter la corne du monstre ; la logue lunaire du cou représente son cou ; il en est de même pour la logue lunaire de la Racine et de la Chambre qui représentent son corps, qui est terminée par celle de la Queue pour représenter son appendice caudal.
Il est à noter que les directions Est, Nord, Ouest et Sud mentionnées ici ne correspondent pas aux directions célestes, mais aux directions terrestres vues depuis l'horizon, basées sur le phénomène céleste où les douze branches terrestres célestes et terrestres coïncident (le ciel printanier).
Les frontières des quatre animaux sont basées sur les vingt-huit loges lunaires dont la taille diffère selon la direction, et ne coïncident pas non plus avec les divisions des douze cycles et des douze branches terrestres. Selon les degrés mentionnés dans les 律曆志, Lǜlì zh, « Traité des lois musicales et des calendriers » du Livre des Han, où le cercle céleste est divisé en 365 degrés :
- Loges de l'Est - 75 degrés
- Loges du Nord - 98 degrés
- Loges de l'Ouest - 80 degrés
- Loges du Sud - 112 degrés

La tortue noire a une place particulièrement importante car les loges lunaires du ciel septentrionaux proches du pôle céleste, axe du ciel, notamment par leur nombre jouent un grand rôle dans la destinée des Hommes.

### Dans le domaine dufeng shui

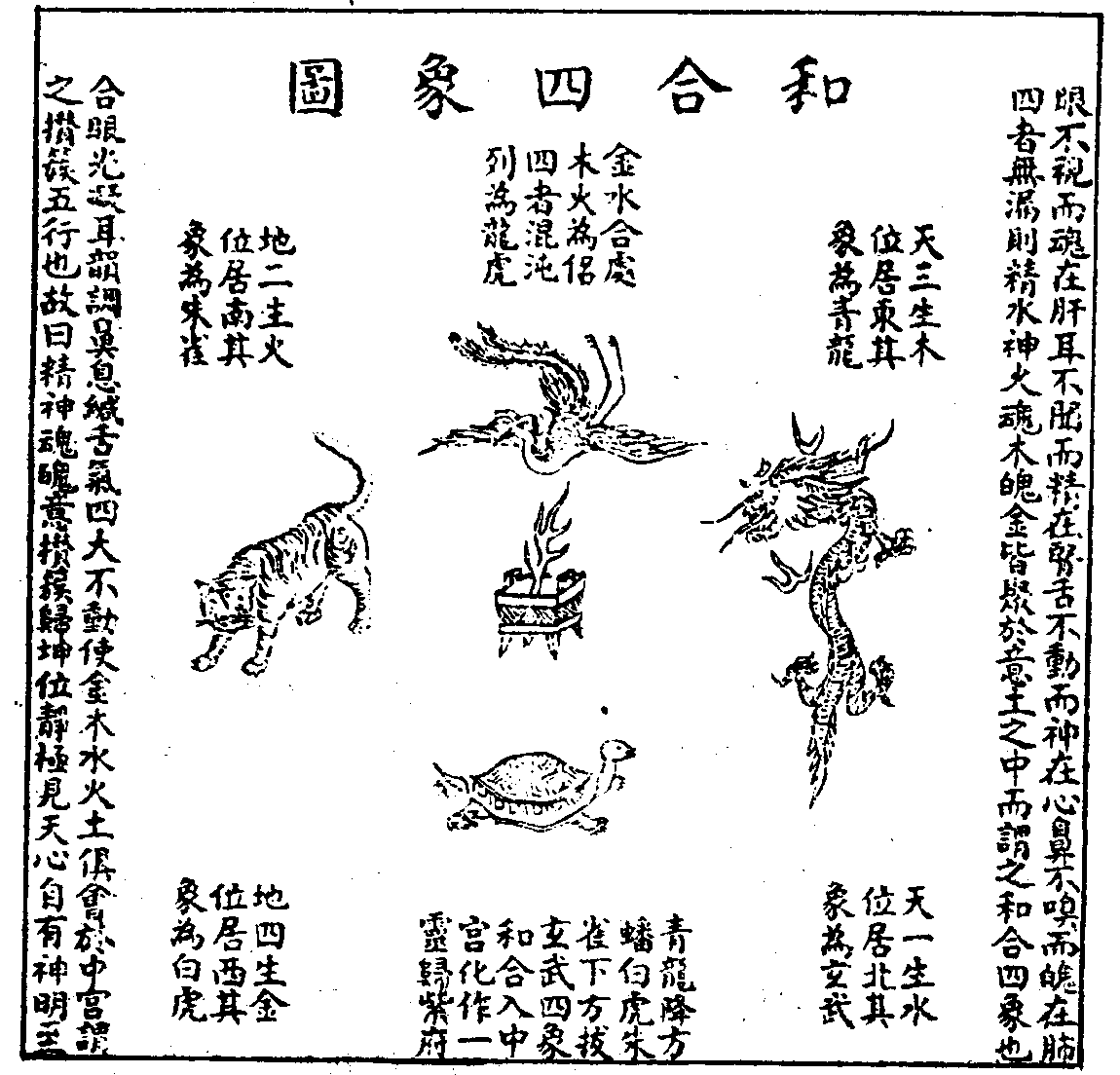
Illustration des quatre animaux selon le feng shui, le Sud est en Haut de l’image.

L’influence de la Chine du Nord, où le logement idéal fait face au Sud, fait que l’oiseau vermillon représente l’avant, la tortue noire l’arrière, le dragon azur la gauche et le tigre blanc la droite. Un certain déséquilibre est introduit dans l’ensemble, l’oiseau (Sud) étant préféré à la tortue (Nord) et le dragon (Est) au tigre (Ouest). En effet, les facteurs géographiques d’ensoleillement et les associations des cinq éléments donnent à l’Ouest et au Nord ont une connotation un peu sinistre représentée par le métal et l’eau [froide] sombre et boueuse, contrairement à l’Est et au Sud représentés sous un angle positif, par sa végétation luxuriante et la chaleur du soleil méridional. Ce concept se retrouve dans les grands temples où la salle principale est encadrée de deux petites salles, celle du dragon à gauche et celle du tigre à droite. Traditionnellement, les fidèles entrent par la porte du dragon et sortent par celle du tigre ; ce sens de circulation symbolise l’introduction des influences propices et l’expulsion des néfastes. Parfois une tête de dragon figure à l’intérieur du temple et une tête de tigre à l’extérieur.

### Dans la culture japonaise
Des objets inspirés des Quatre Divinités sont nombreux, comme la 青龍偃月刀 (Seiryū Engetsu-tō, « lame céleste du dragon azur »), le 白虎隊 (Byakko-tai, "Byakko-tai"), le Suzakumon (朱雀門, « Porte de Suzaku »), et la 玄武洞 (Genbudō, « caverne de Genbu »).
Dans le domaine d’Aizu, les hommes de familles guerrières étaient organisés en unités militaires selon leur âge : les plus de 50 ans étaient enrôlés dans l'unité Genbu (玄武隊, Genbu-tai), les 36 à 49 ans dans l'unité Seiryū (青龍隊, Seiryū-tai), les 18 à 35 ans dans l'unité Suzaku (朱雀隊, Suzaku-tai), et les moins de 17 ans dans l'unité l’unité Byakko (白虎隊, "Byakko-tai").
À la fin de l'époque d'Edo et au début de l'ère Meiji, un maître de divination de ce même domaine, Mannosuke, évoquait fréquemment ces quatre animaux. Parmi ses effets personnels, on a retrouvé un plateau de divination similaire à celui utilisé par Abe no Seimei, figure célèbre dans le domaine de l’Onmyodō, avec des symboles représentants les quatre animaux ainsi que les douze généraux célestes du bouddhisme. Il utilisait la figure de seiryū symbole de bonne augure, sur ses talismans. Des samouraïs du domaine fréquentaient sa maison, et il a reçu un poignard ainsi qu'un poème pour célébrer le 300e anniversaire de la construction du château par Matsudaira Katamori pendant l'ère Meiji. Il est possible qu'il ait proposé les noms des unités militaires du domaine. Parmi les douze généraux célestes, le Seiryūshō (青龍将, « Général du dragon azur ») est également considéré comme de bon augure, tandis que les généraux associés aux autres animaux sont considérés comme étant de mauvais augure.
Le fait que l'unité d'élite du domaine ne soit pas l'unité associée à Seiryū mais à celle de Suzaku, organisée par âge, suggère que les propositions de Mannosuke n'ont pas été adoptées par les hauts dignitaires de l’armée à l’époque.

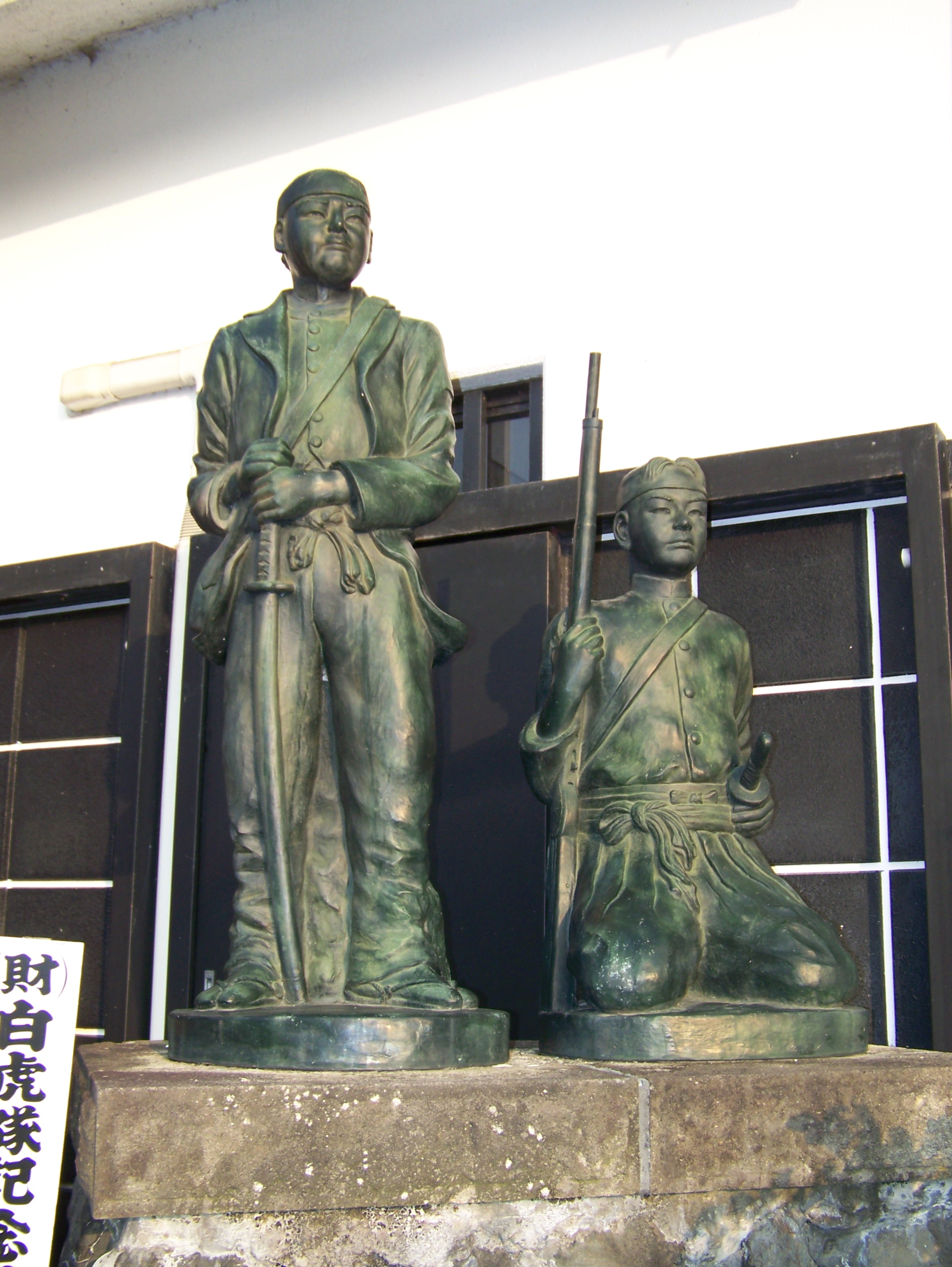
Statue de soldat du Byakko-tai (Ville d'Aizuwakamatsu, Préfecture de Fukushima)
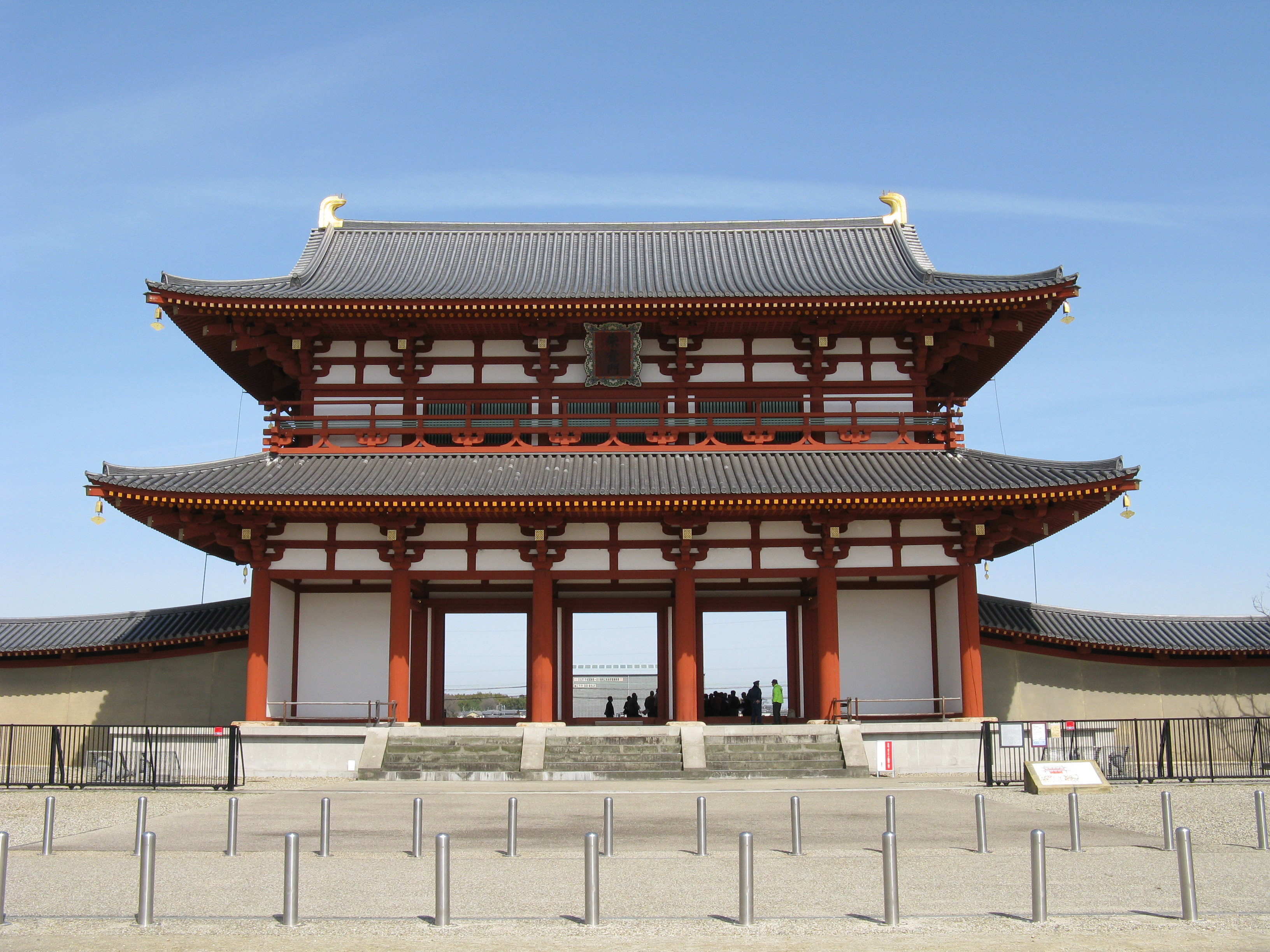
Suzakumon ouvrant le Palais Heijō, ville de Nara.
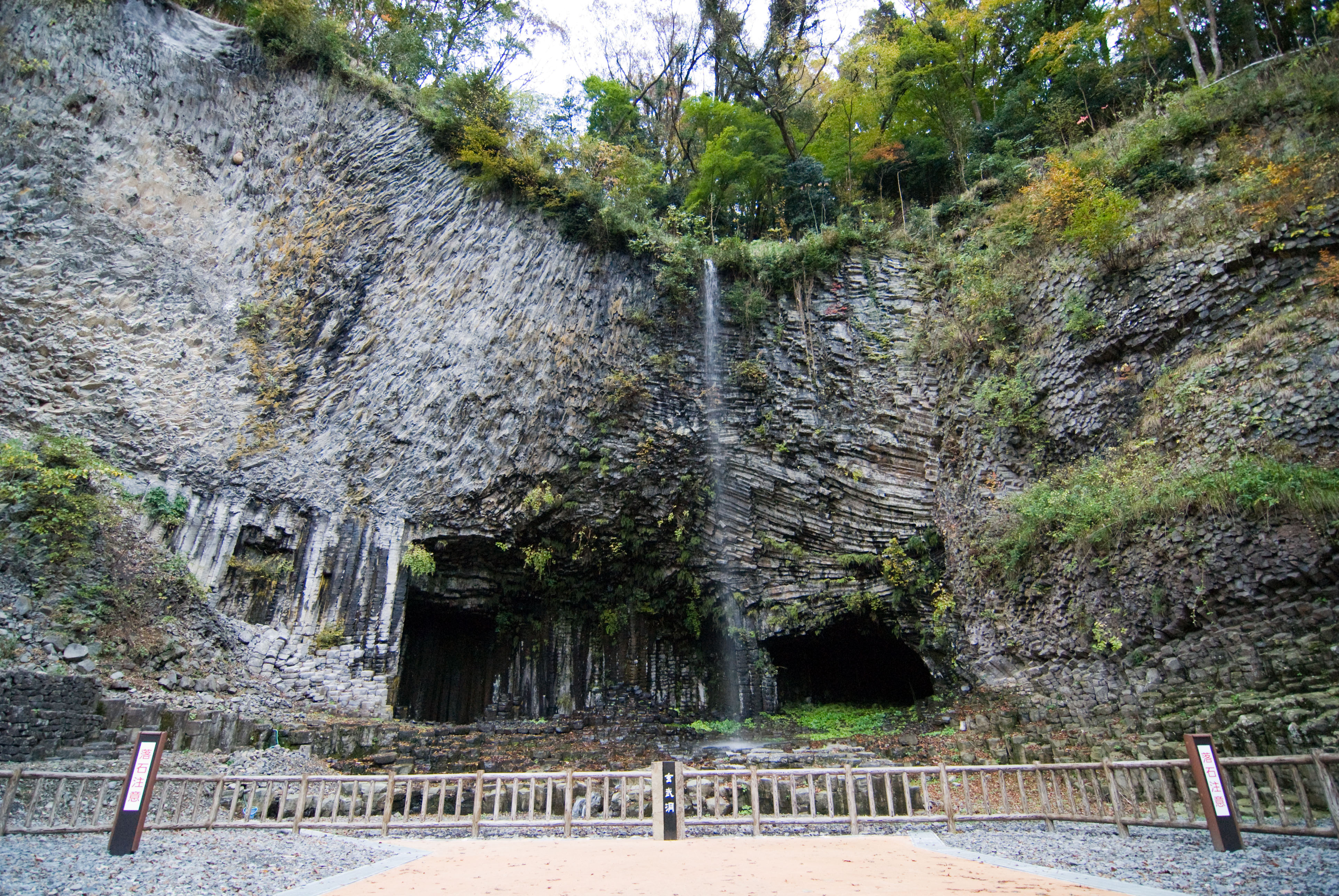
玄武洞 (Genbudō, "Grotte Genbu"?), Ville de Toyooka, Préfecture de Hyōgo.

## Inspirations modernes
- Dans le jeu World of Warcraft : Mists of Pandaria, les quatre animaux sont représentés par les Astres Vénérables de la Pandarie. Nous retrouvons : Xuen, le Tigre Blanc (incarnant la Force) ; Niuzao, le Buffle Noir (incarnant la Robustesse) ; Chi Ji, la Grue rouge (incarnant l'Espoir et la Bonté) et Yu Lon, le Serpent de jade (incarnant la Sagesse et la Clairvoyance).[réf. nécessaire]

- Dans le jeu vidéo Final Fantasy Type-0, les quatre animaux sont la source d'inspiration du monde d'Orience, ce dernier comptant quatre nations, chacune dotées d'un cristal étant en rapport avec un des animaux et avec sa situation géographique: la Tortue noire du Nord, le Dragon bleu de l'Est, l'Oiseau vermillon du Sud et le Tigre blanc de l'Ouest.
- Dans l’extension Stormblood du jeu vidéo Final Fantasy XIV, les quatre animaux sont des êtres primordiaux qui doivent être combattus sur le continent Othard.
- Dans le jeu vidéo The Final Fantasy Legend, la tour qui mène au paradis est protégée par les quatre animaux. Genbu est le gardien du monde 1 (Terre), Sei-Ryu veille sur le monde 2 (eau), Biak-ko règne sur le monde 3 (nuages) et Suzaku terrorise les survivants du monde 4 (enfer post-apocalyptique).

- Dans le manga B't X, le Mechanicae Imperium compte sur quatre gardiens pour défendre ses frontières, les quatre ayant un B't inspiré d'un des animaux légendaires : l'oiseau vermillon ou phénix du sud, le dragon de l'est, la tortue du nord... Le Tigre de l'ouest est cependant remplacé par un Kirin blanc, le B't principal de l'histoire, qui ensuite renaîtra dans une apparence dorée.

- Dans le manga Ring ni kakero, le quartier général du clan Shadow est une pagode à cinq étages portant les noms de Suzaki, Seiryu, Genbu, Byakko et Hôô.

- Dans le manga Beyblade, les spectres des toupies des quatre protagonistes principaux sont inspirés des quatre animaux : un Dragon bleu, un Phénix rouge, une Tortue noire et un Tigre blanc.

- Dans le film d'animation Naruto Shippuden: Road to Ninja, quatre des neuf créatures au service de l'antagoniste principal sont inspirés et nommés à partir du mythe des quatre animaux, Seiryu le dragon, Byakko le tigre, Suzaku l'oiseau et Genbu la tortue.

- Les mangas Fushigi Yugi et Otogi Matsuri s'inspirent de la légende des quatre animaux.

- Dans le manga Kenshin le vagabond apparaît le personnage d'Heishin, collaborateur chinois de l'antagoniste final, Enishi, et ses quatre gardes, les sushin (shijin en japonais), quatre personnes identiques, à l'exception des caractères chinois présents sur leurs fronts. Ces symboles représentent chacun l'une des quatre bêtes mystiques : Suzaku (l'oiseau vermillion) se battant au Fen Gimu (double sabre), Seiryu (le dragon azur) au daitō (lance dotée d'une lame incurvée), Byakko (le tigre de métal) au Chemu kun (poings de fer), et enfin Genbu (la tortue noire également associée à un serpent) au Sei kuan (nunchaku ou Sansetsukon)[10].
- Dans le jeu vidéo Xenoblade Chronicles 2, des références y sont faites dans la version japonaise, seul Genbu étant présent dans la traduction française. Genbu est le titan tortue géante où se trouve le Royaume de Tantal, Seiryu (Azurda en français) est un titan dragon. Quant à Suzaku (Roc) et Byakko (Dromarch), ce sont des lames (personnages auxiliaires au combat des humains) ayant respectivement l'apparence d'un rapace anthropomorphe et un tigre blanc.
- Dans le manga Samurai Deeper Kyo, Kyo aux yeux de démon utilise les attaques basées sur les quatre animaux sacrées. Il utilise principalement l'attaque Suzaku, toutefois d'élément vent au lieu du feu. Les quatre attaques lui ont été enseignées par maître Muramasa qui a donné sa vie en conséquence.

- Dans le jeu vidéo Harukanaru toki no naka de, les quatre animaux divins (Seiryû le roi dragon, Byakko le tigre, Suzaku l'oiseau flamboyant et Genbu la tortue à queue de serpent) ont été volés par le démon Akram.

- Dans le jeu vidéo Overwatch, lors de l’événement « Nouvel An lunaire » de 2018 (célébrant le Nouvel An chinois), quatre skins légendaires ont été ajoutés représentant les quatre animaux : Pharah “Qinglong” (le dragon azur), Genji “Baihu” (le tigre blanc), Ange “Zhuque” (le phénix) et enfin Zarya “Xuanwu” (la tortue serpent noire)[11],[12].
- Dans la franchise Digimon, les 4 souverains Digimon sont inspirés des 4 animaux : Ebonwumon (de l'anglais "ebony" pour ébène et du chinois 武, Wu pour tortue en chinois), Zhuqiaomon (du chinois 朱雀, ZhuQue, nom de l'oiseau vermillion ), Azulongmon (du mot "azur" et du caractère chinois 龙, Long pour dragon) et Baihumon (du chinois 白虎, BaiHu pour tigre blanc). Les points cardinaux de ces digimons correspondent avec ceux des 4 animaux de l'astrologie chinoise. Lorsqu'ils fusionnent, ils se transforment en Huanglongmon (du chinois 黄龙, HuangLong qui signifie dragon jaune)[réf. nécessaire].
- Dans le manga Twin Star Exorcists de Yoshiaki Sukeno, Genbu, Byakko, Suzaku et Seiryu sont les surnoms de quatre généraux célestes.

- Dans le manhwa The God of High School, Han Dae-Wi utilise un set d'attaques, chacune des quatre postures étant inspirée d'un des 4 animaux divins.
- Dans l'animé Kill la Kill, les personnages de Genbu Tarō, Suzaku Jirō, Seiryū Saburō et Byakko Shirō sont inspirés des 4 animaux.
- Dans l'animé Gurren Lagann, les Ganmens personnels des quatre généraux du Roi Spiral s'inspirent des 4 animaux, Byako, Shuzack, Sayrune et Gember.
- Ils apparaissent également en tant qu'antagoniste dans le manga "Yu Yu Hakusho", au cours d'un arc dans lequel Yusuke Urameshi, Kuwabara, Hiei et Kurama doivent les affronter.
- Dans la licence Pokémon, les légendaires Boréas, Fulguris et Démétéros possèdent une forme bestiale appelée "totémique" qui semblent constituer une référence aux quatre animaux : l'oiseau pour le premier, le dragon pour le deuxième et le tigre pour le troisième. Le trio a été rejoint par un nouveau membre dans le jeu Légendes Pokémon : Arceus, Amovénus, dont la forme totémique correspond à la tortue[13].
- Dans l'animé In Another World with My Smartphone, les esprits des 4 animaux sont les monarques impériaux, des bêtes divines : Kohaku, l'Empereur Blanc; Sango et Kokuyo, l'Empereur Obscur; Kogyoku, l'Empereur des Flammes; et Luli, l'Empereur Azuré.
- Dans la franchise Castlevania, le personnage de Maria Renard apparaît pour la première fois dans le jeu Akumajō Dracula X: Chi no Rondo, et possède le don d'invoquer et de commander à des familiers. Hormis les colombes qui font office d'attaque principale, elle peut notamment faire appel à un tigre blanc, une tortue, un oiseau de feu ou un dragon, faisant référence aux quatre bêtes célestes.